# Santa Fé (Novo México)
Santa Fé é a capital do estado norte-americano do Novo México e sede do condado de Santa Fe.

## História
-  Império Espanhol 1610–1821
-  México 1821–1846
-  Estados Unidos 1846–atualmente

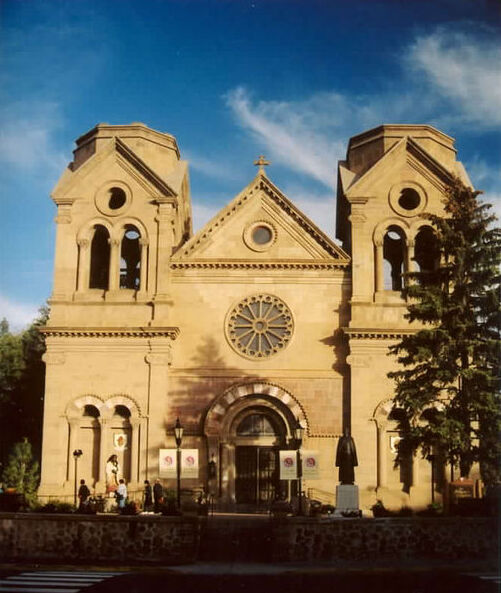
Catedral de São Francisco de Assis

Santa Fé foi designada a capital do Novo México, uma província da Nova Espanha instituída em 1598 por Juan de Oñate um explorador espanhol. Sua primeira inauguração foi no lugar que posteriormente a cidade cresceria pelo trabalho do colono espanhol Juan Martinez de Montoya.
A cidade foi formalmente fundada no ano de 1610 por Pedro Peralta, terceiro governador do Novo México. O nome dado a cidade foi Villa Real de Santa Fé de São Francisco de Assis. É capital mais antiga entre todas as capitais do Estados Unidos, e a segunda mais antiga entre todas as cidades habitadas (depois de Saint Augustine que foi fundada em 1565) desde a época colonial.
Santa Fé foi sede provincial espanhola até o começo da Guerra da Independência do México em 1810. Em 1824 se formalizou o seu status de capital do território mexicano de Santa Fé no Novo México.
Em 1841, um grupo militar americano saiu de Austin no Texas, porém foram repelidos pelo exército mexicano. Em 1846 os Estados Unidos declararam guerra ao México e o general Stephen Kearny conduziu uma tropa com 1700 soldados para ocupar a cidade e todo o território do Novo México. Em 1848 os Estados Unidos anexaram o Novo México através do Tratado de Guadalupe Hidalgo.
Na rua de San Francisco está a Catedral de São Francisco de Assis dentro da catedral se encontra a Capela de Loreto que foi erguida entre 1873 a 1878. Tem uma escada milagrosa que é conhecida como Escada de Santa Fé.
É um importante centro turístico com uma destacada atividade cultural no campo das artes visuais e musicais. É sede da Ópera de Santa Fé, que realiza um festival de ópera em todos os anos na época de verão. Foi residência da pintora Georgia O'Keeffe que imortalizou sua paisagem e residiu em Abiquiu, que é uma cidade próxima a Santa Fé. O Museu Georgia O'Keeffe situa-se no centro de Santa Fe.

## Geografia
De acordo com o United States Census Bureau, a cidade tem uma área de 135,6 km², dos quais 135,3 km² estão cobertos por terra e 0,3 km² por água. Situa-se entre as montanhas Sangre de Cristo, extremo sul das Montanhas Rochosas, e o Rio Grande, a aproximadamente 2,194m de altitude acima do nivel do mar. A sua posição geográfica resulta na sua inclusão em trilhas históricas como o Camino Real de Tierra Adentro, Santa Fe Trail, Old Spanish Trail, e U.S. Route 66, antiga rodovia U.S. Highway System.

## Demografia
Segundo o censo nacional de 2010, a sua população é de 67 947 habitantes e sua densidade populacional é de 501,2 hab/km². É a quarta cidade mais populosa do Novo México. Possui 37 200 residências que resulta em uma densidade de 312,4 residências/km².

## Geminações
- Zhangjiajie, Hunan,  China [6]
- Holguín, Holguín (província)  Cuba
- Sorrento, Campânia,  Itália
- Tsuyama, Okayama (prefeitura),  Japão
- San Miguel de Allende, Guanajuato,  México
- Parral, Chihuahua,  México
- Icheon, Gyeonggi,  Coreia do Sul
- Santa Fe de la Vega, Granada,  Espanha
- Bucara, Bucara (província),  Uzbequistão
- Livingstone,  Zâmbia

## Marcos históricos
O Registro Nacional de Lugares Históricos lista 65 marcos históricos em Santa Fe, dos quais 7 são Marco Histórico Nacional. Os primeiros marcos foram designados em 15 de outubro de 1966 e o mais recente em 2 de janeiro de 2020.